# Магић Мала
Магић Мала је насељено место у саставу општине Нова Капела у Бродско-посавској жупанији, Република Хрватска.

## Историја
До територијалне реорганизације у Хрватској налазила се у саставу старе општине Нова Градишка.

## Становништво
На попису становништва 2011. године, Магић Мала је имала 398 становника.

## Попис1991.
На попису становништва 1991. године, насељено место Магић Мала је имало 522 становника, следећег националног састава:
| Попис 1991.‍  | Попис 1991.‍  | Попис 1991.‍ | Попис 1991.‍ | Попис 1991.‍ |
| ------------ | ------------ | ----------- | ----------- | ----------- |
|              |              |             |             |             |
| Хрвати       | Хрвати       |             | 513         | 98,27%      |
| Македонци    | Македонци    |             | 1           | 0,19%       |
| Украјинци    | Украјинци    |             | 1           | 0,19%       |
| неопредељени | неопредељени |             | 1           | 0,19%       |
| непознато    | непознато    |             | 6           | 1,14%       |
| укупно: 522  |              |             |             |             |